# Jelle
Jelle is een voornaam die oorspronkelijk komt uit Friesland maar tegenwoordig ook in de rest van Nederland en Vlaanderen te horen is. In het Zuid-Nederlands is het een verkorting van Guilielmus (Willem).
Bekende naamdragers:
- Jelle Amersfoort, musicus, componist, televisiepresentator en stemacteur
- Jelle Bakker Internationaal Youtuber, kunstenaar (Jelle’s Marble Runs)
- Jelle Brandt Corstius, correspondent, publicist en programmamaker
- Jelle Cleymans, acteur
- Jelle Goes (1970), voetbaltrainer
- Jelle Klaasen, darter
- Jelle ten Rouwelaar, voetballer
- Jelle Van Damme, voetballer
- Jelle Zijlstra, politicus
- Snelle Jelle, personage in een boek
- DJ Snelle Jelle, Nederlands hiphop-diskjockey en muziekproducent
- Jelle van Vucht, Nederlandse Youtuber

Andere betekenissen:
- Jelle (single), lied van Slimme Schemer en Tido

- Jelle
- Jelle's Marble Runs
- Jelle (single)
- Jelle Abma
- Jelle Amersfoort
- Jelle Bakker
- Jelle Banga
- Jelle Bataille
- Jelle Beeckman
- Jelle Beemsterboer
- Jelle Blinkhof
- Jelle Bouma
- Jelle Brandt Corstius
- Jelle Broers Hylckama
- Jelle Cleymans
- Jelle Cockx
- Jelle Coen
- Jelle De Beule
- Jelle De Bock
- Jelle Degraeuwe
- Jelle Delie
- Jelle Duin
- Jelle Engelbosch
- Jelle Eyckens
- Jelle Florizoone
- Jelle Frencken
- Jelle Galema
- Jelle Geens
- Jelle Goes
- Jelle Goselink
- Jelle Haemers
- Jelle Hermus
- Jelle Hotses
- Jelle Jan de Jong
- Jelle Jelles Croles
- Jelle Jelles Croles (1908-1991)
- Jelle Johannink
- Jelle Jolles
- Jelle Klaasen
- Jelle Klaassen
- Jelle Kuijper
- Jelle Kuiper
- Jelle Kuiper (gitarist)
- Jelle Kuiper (hoofdcommissaris)
- Jelle Mannaerts
- Jelle Merckx
- Jelle Nijdam
- Jelle Noorman
- Jelle Palmaerts
- Jelle Paulusma
- Jelle Quirinus Goes
- Jelle Ribbens
- Jelle Rykx
- Jelle Schijvenaars
- Jelle Schuermans
- Jelle Snippe
- Jelle Stout
- Jelle Taeke de Boer
- Jelle Tassyns
- Jelle Troelstra
- Jelle Van Dael
- Jelle Van Damme
- Jelle Van Neck
- Jelle Van Riet
- Jelle Vanendert
- Jelle Verbeke
- Jelle Vermoote
- Jelle Versieren
- Jelle Vervloet
- Jelle Veyt
- Jelle Visser
- Jelle Vlaeminck
- Jelle Vossen
- Jelle Wagenaar
- Jelle Wallays
- Jelle Witteveen
- Jelle Wouters
- Jelle Zijlstra
- Jelle de Bock
- Jelle de Boer
- Jelle de Boer (musicus)
- Jelle de Jong
- Jelle de Lange
- Jelle de Louw
- Jelle de Vries
- Jelle de vries
- Jelle stout
- Jelle ten Rouwelaar
- Jelle van Dael
- Jelle van Damme
- Jelle van Doornik
- Jelle van Gorkom
- Jelle van Groezen
- Jelle van Kruijssen
- Jelle van Rijswijk
- Jelle van Tongeren
- Jelle van Vucht
- Jelle van der Heyden
- Jelleke Veenendaal
- Jellema
- Jellema Hogere Bouwkunde
- Jellenbek
- Jellert Van Landschoot
- Jelles Bode